# Lavaufranche
Lavaufranche ist eine Gemeinde im Zentralmassiv in Frankreich. Sie gehört zur Region Nouvelle-Aquitaine, zum Département Creuse, zum Arrondissement Aubusson und zum Kanton Boussac.

## Geografie
Lavaufranche wird von der Petite Creuse passiert. Die Gemeinde grenzt im Norden an Leyrat, im Osten an Soumans, im Süden an Bord-Saint-Georges, im Westen an Toulx-Sainte-Croix und im Nordwesten an Saint-Silvain-Bas-le-Roc.

## Verkehr
Lavaufranche hat einen Bahnhof an der Bahnstrecke Montluçon–Saint-Sulpice-Laurière und war früher Ausgangspunkt einer Bahnstrecke nach Champillet-Urciers.

## Bevölkerungsentwicklung
| Jahr      | 1962 | 1968 | 1975 | 1982 | 1990 | 1999 | 2008 | 2013 |
| --------- | ---- | ---- | ---- | ---- | ---- | ---- | ---- | ---- |
| Einwohner | 459  | 445  | 367  | 304  | 231  | 246  | 243  | 248  |

## Sehenswürdigkeiten
- Commanderie hospitalière, erbaut im 12. und erweitert im 15. Jahrhundert, seit 1963 Monument historique

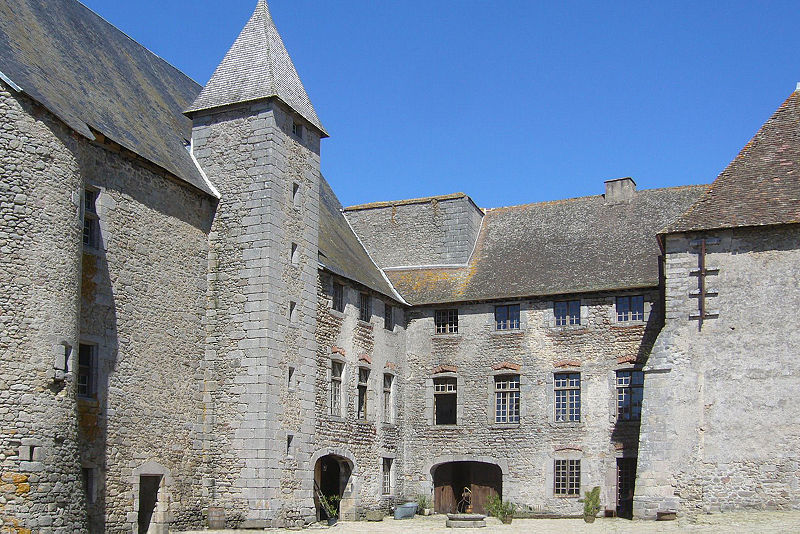
Commanderie de Lavaufranche